# Japans damlandslag i volleyboll
Japans damlandslag i volleyboll representerar Japan i volleyboll på damsidan. Laget upplevde en storhetstid under 1960- och 70-talen, och blev världsmästare 1962, 1967 och 1974 samt olympiska mästare 1964 och 1976. Även efter storhetsperioden har Japan tillhört värdens bästa lag, med regelbundet deltagande i VM och OS och flera segrar i bland annat asiatiska mästerskapen.

### Fotnoter
1. ↑  Todor Krastev. ”Women Volleyball III World Championship 1960 Rio de Janeiro (BRA) 28.10-15.11 Winner Soviet Union” (på engelska). http://www.todor66.com/volleyball/World/Women_1960.html. Läst 29 juni 2024.
2. ↑  ”Volleyball - Women's World Championship 1960 - Calendar & Results” (på engelska). Les-Sports.info. https://www.the-sports.org/volleyball-1960-women-s-world-championship-epr22670.html. Läst 29 juni 2024.
3. ↑  Todor Krastev. ”Women Volleyball IV World Championship 1962 Moscow (URS) 13-25.10 Winner Japan” (på engelska). http://www.todor66.com/volleyball/World/Women_1962.html. Läst 29 juni 2024.
4. ↑  ”Volleyball - Women's World Championship 1962 - Calendar & Results” (på engelska). Les-Sports.info. https://www.the-sports.org/volleyball-1962-women-s-world-championship-epr22676.html. Läst 29 juni 2024.
5. ↑  ”Olympedia”. https://www.olympedia.org/results/37048.
6. ↑  ”Olympedia”. https://www.olympedia.org/results/37114.
7. ↑  ”Olympedia”. https://www.olympedia.org/results/37192.
8. 1 2 3 4 5 6 7 8 9 10 11 12 13 14 15 16 17 18 19  ”Asian senior women volleyball championship” (på engelska). Asian Volleyball Confederation. https://asianvolleyball.net/new/asian-senoir-women-volleyball-championship/. Läst 11 februari 2023.
9. ↑  ”Olympedia”. https://www.olympedia.org/results/37251.
10. ↑  ”Olympedia”. https://www.olympedia.org/results/37377.
11. ↑  ”Olympedia”. https://www.olympedia.org/results/37454.
12. ↑  ”Olympedia”. https://www.olympedia.org/results/37533.
13. ↑  Todor Krastev. ”Women Volleyball VII World Cup 1995 Japan - 03-17.11 Winner Cuba” (på engelska). http://todor66.com/volleyball/World_Cup/Women_1995.html. Läst 29 juni 2024.
14. ↑  ”Olympedia”. https://www.olympedia.org/results/37610.
15. ↑  ”1998 VOLLEYBALL WORLD CHAMPIONSHIPSWOMEN'S RESULTS” (på engelska). https://web.archive.org/web/20151228144318/http://volleyball.org/worldchamp/1998/women_results.html. Läst 2 mars 2023.
16. ↑  Todor Krastev. ”Women Volleyball VIII World Cup 1999 02-16.11 Japan +9GMT - Winner Cuba” (på engelska). http://todor66.com/volleyball/World_Cup/Women_1999.html. Läst 29 juni 2024.
17. ↑  ”Women's World Championship 2002 - Final Standings” (på engelska). Fédération Internationale de Volleyball. http://www.fivb.org/En/Volleyball/Competitions/WorldChampionships/Women/2002/Standings/Final_Standings.asp. Läst 2 mars 2023.
18. ↑  ”WOMEN WORLD CUP 2003” (på engelska). Fédération Internationale de Volleyball. http://www.fivb.org/EN/volleyball/Competitions/WorldCup/2003/women2/standings/standings.asp?sm=54. Läst 26 februari 2023.
19. ↑  ”Olympedia”. https://www.olympedia.org/results/37805.
20. ↑  ”FIVB Women's World Championship Japan 2006 - Final standings” (på engelska). Fédération Internationale de Volleyball. http://www.fivb.org/EN/volleyball/competitions/WorldChampionships/women/2006/Standings/Finals.asp. Läst 2 mars 2023.
21. ↑  ”15th Asian Games Doha 2006 - Women's Gold Medal” (på engelska). Asiatiska spelen 2006. 14 december 2006. https://web.archive.org/web/20061214005544/http://www.doha-2006.com/gis/Sports/VO/IGVOMatchResult.aspx?rscid=1-400-4-01-00001. Läst 19 december 2023.
22. ↑  ”FIVB Women's World Cup 2007” (på engelska). Fédération Internationale de Volleyball. http://www.fivb.org/EN/volleyball/competitions/WorldCup/2007/Women/Standings/Standings.asp. Läst 26 februari 2023.
23. ↑  ”Standings” (på engelska). Fédération Internationale de Volleyball. http://www.fivb.org/EN/volleyball/competitions/WorldGrandPrix/2008/Standings/finals.asp?sm=40. Läst 29 juni 2024.
24. ↑  ”Olympedia”. https://www.olympedia.org/results/262873.
25. 1 2 3 4 5 6  ”AVC Cup for women” (på engelska). Asian Volleyball Confederation. https://asianvolleyball.net/new/avc-cup-for-women/. Läst 12 februari 2023.
26. ↑  ”Honours” (på engelska). Fédération Internationale de Volleyball. http://www.fivb.org/EN/Volleyball/Competitions/GrandChampionCup/2009/Women/Honours.asp?Tourn=WGCC2009. Läst 11 februari 2023.
27. ↑  ”2010 FIVB Women's World Championship  -  Japan” (på engelska). Fédération Internationale de Volleyball. http://www.fivb.org/EN/Volleyball/Competitions/WorldChampionships/2010/Women/FinalStanding.asp?Tourn=MWCH2010. Läst 2 mars 2023.
28. ↑  ”FIVB Volleyball Women's World Cup 2011” (på engelska). Fédération Internationale de Volleyball. http://www.fivb.org/EN/volleyball/competitions/WorldCup/2011/Women/. Läst 26 februari 2023.
29. ↑  ”FIVB Volleyball World Grand Prix 2012” (på engelska). Fédération Internationale de Volleyball. http://www.fivb.org/EN/volleyball/competitions/WorldGrandPrix/2012/FinalStanding.asp. Läst 18 mars 2024.
30. ↑  ”Olympedia”. https://www.olympedia.org/results/329046.
31. ↑  ”FIVB Volleyball World Grand Prix 2013  -  Final standing” (på engelska). Fédération Internationale de Volleyball. http://www.fivb.org/EN/volleyball/competitions/WorldGrandPrix/2013/finalstanding.asp. Läst 18 mars 2024.
32. ↑  ”Final standing” (på engelska). Fédération Internationale de Volleyball. http://www.fivb.org/EN/Volleyball/Competitions/GrandChampionCup/2013/Women/FinalStanding.asp. Läst 10 februari 2023.
33. ↑  ”FIVB Volleyball World Grand Prix 2014 -  Final standing - Group 1” (på engelska). Fédération Internationale de Volleyball. http://www.fivb.org/EN/volleyball/competitions/WorldGrandPrix/2014/FinalStanding1.asp. Läst 17 mars 2024.
34. ↑  ”Result sheet” (på engelska). Asian Volleyball Confederation. https://www.asianvolleyball.net/bulletin/876894764_1412266044.pdf. Läst 19 december 2023.
35. ↑  ”FIVB Volleyball Women's World Championship Italy 2014” (på engelska). Fédération Internationale de Volleyball. http://italy2014.fivb.org/en. Läst 2 mars 2023.
36. ↑  ”Final standing” (på engelska). Fédération Internationale de Volleyball. http://worldgrandprix.2015.fivb.com/en/finals-1/competition/final-standing. Läst 21 mars 2023.
37. ↑  ”Results and Ranking - Women's World Cup 2015” (på engelska). Fédération Internationale de Volleyball. http://worldcup.2015.women.fivb.com/en/competition/pools-and-ranking/round1#anchorRound%20Robin. Läst 26 februari 2023.
38. ↑  ”FIVB World Grand Prix 2016” (på engelska). Fédération Internationale de Volleyball. http://worldgrandprix.2016.fivb.com/en. Läst 7 mars 2023.
39. ↑  ”Olympedia”. https://www.olympedia.org/results/396246.
40. ↑  ”FIVB World Grand Prix 2017” (på engelska). Fédération Internationale de Volleyball. http://worldgrandprix.2017.fivb.com/en. Läst 7 mars 2023.
41. ↑  ”Women's Grand Champions Cup 2017 - Women's Grand Champions Cup” (på engelska). Fédération Internationale de Volleyball. http://grandchampionscup.2017.women.fivb.com/en. Läst 10 februari 2023.
42. ↑  ”FIVB Volleyball Nations League 2018” (på engelska). Volleyball World. https://en.volleyballworld.com/en/vnl/2018#navwvnl2018. Läst 7 mars 2023.
43. ↑  ”Final standing” (på engelska). Fédération Internationale de Volleyball. http://japan2018.fivb.com/en/results-and-ranking/final-standing. Läst 18 oktober 2022.
44. ↑  ”Final Standing” (på engelska). Fédération Internationale de Volleyball. https://en.volleyballworld.com/en/vnl/2019/womensfinals/competition/finalstanding. Läst 31 augusti 2022.
45. ↑  ”ASIAN SENIOR WOMEN VOLLEYBALL CHAMPIONSHIP” (på engelska). Asian Volleyball Confederation. https://asianvolleyball.net/new/asian-senoir-women-volleyball-championship/. Läst 23 oktober 2022.
46. ↑  ”FIVB World Cup 2019” (på engelska). Volleyball World. https://en.volleyballworld.com/volleyball/worldcup/2019/. Läst 26 februari 2023.
47. ↑  ”tävlings-ID på Olympedia”. https://www.olympedia.org/results/19001195.
48. ↑  ”Final Standings” (på engelska). Fédération Internationale de Volleyball. https://en.volleyballworld.com/volleyball/competitions/vnl-2022/final-standings/women/. Läst 31 augusti 2022.
49. ↑  ”2022 AVC Cup for women” (på engelska). Asian Volleyball Confederation. https://asianvolleyball.net/new/2022-avc-cup-for-women/. Läst 12 februari 2023.
50. ↑  ”Final standings” (på engelska). Fédération Internationale de Volleyball. https://en.volleyballworld.com/volleyball/competitions/women-worldchampionship-2022/standings/#round-f. Läst 15 oktober 2022.
51. ↑  volleyballworld.com. ”VNL 2023 - Women's standings.” (på engelska). https://en.volleyballworld.com/volleyball/competitions/vnl-2023/standings/women/. Läst 26 juli 2023.
52. ↑  ”Bulltein No. 8” (på engelska). Asian Volleyball Confederation. https://asianvolleyball.net/new/wp-content/uploads/2023/09/Bulletin_No8_Sr.Women_.pdf. Läst 13 oktober 2023.
53. ↑  Cui Fandi. ”Chinese women’s team claims 9th volleyball crown” (på engelska). Global Times. https://www.globaltimes.cn/page/202310/1299398.shtml. Läst 19 december 2023.
54. ↑  volleyballworld.com. ”VNL 2024 - Women's standings.” (på engelska). https://en.volleyballworld.com/volleyball/competitions/volleyball-nations-league/standings/women/#round-f. Läst 24 juni 2024.
55. ↑  ”Volleyball Olympic Games Paris 2024 - Women's standings.” (på engelska). Volleyball World. https://en.volleyballworld.com/volleyball/competitions/volleyball-olympic-games-paris-2024/standings/women/#round-f. Läst 12 augusti 2024.
56. ↑  Todor Krastev (22 februari 1962). ”Women Volleyball IV World Championship 1962 Moscow (URS) 13-25.10 Winner Japan” (på engelska). Sport Statistics. Arkiverad från originalet den 27 december 2015. https://web.archive.org/web/20151227011706/http://todor66.com/volleyball/World/Women_1962.html. Läst 26 juni 2015.
57. ↑  Todor Krastev (22 februari 1967). ”Women Volleyball V World Championship 1967 Tokyo (JPN) 27-29.01 - Champion Japan” (på engelska). Sport Statistics. Arkiverad från originalet den 24 mars 2012. https://web.archive.org/web/20120324182152/http://todor66.com/volleyball/World/Women_1967.html. Läst 26 juni 2015.
58. ↑  Todor Krastev (22 februari 1974). ”Women Volleyball VII World Championship 1974 Guadalajara (MEX) 12-27.10 Winner Japan” (på engelska). Sport Statistics. Arkiverad från originalet den 27 december 2015. https://web.archive.org/web/20151227011721/http://todor66.com/volleyball/World/Women_1974.html. Läst 26 juni 2015.
59. ↑  Todor Krastev (22 februari 1964). ”Women Volleyball XVIII Olympic Games 1964 Tokyo (JPN) - 11-23.10 Winner Japan” (på engelska). Sport Statistics. Arkiverad från originalet den 26 juni 2015. https://web.archive.org/web/20150626174946/http://todor66.com/volleyball/Olympics/Women_1964.html. Läst 26 juni 2015.
60. ↑  Todor Krastev (22 februari 1976). ”Women Volleyball XXI Olympic Games 1976 Montreal (CAN) 1976 - 19-30.07 Winner Japan” (på engelska). Sport Statistics. Arkiverad från originalet den 20 januari 2012. https://web.archive.org/web/20120120195047/http://todor66.com/volleyball/Olympics/Women_1976.html. Läst 26 juni 2015.